# Франц Кучера
Франц Кучера (нім. Franz Kutschera; 22 лютого 1904, Обервальтерсдорф — 1 лютого 1944, Варшава) — німецький офіцер, бригадефюрер СС і генерал-майор поліції. Заступник гауляйтера Каринтії (24 травня 1938 — 27 листопада 1941).

## Біографія
Франц Кучера народився 22 лютого 1904 року в сім'ї садівника. У 1918 році вступив в австро-угорський ВМФ. Закінчив школу морських механіків в Будапешті. Після демобілізації в 1919 році влаштувався на роботу садівником. З 1920 по 1928 жив у Чехословаччині. 5 грудня 1930 року вступив у НСДАП (партійний квиток № 363 031), 1 листопада 1931 року — в СС (посвідчення № 19 659). З 1934 року — заступник гауляйтера Каринтії. З 1 липня 1935 по 16 березня 1938 року — командир 90-го штандарта СС «Каринтія» в Клагенфурті. Після заборони нацистської партії в Австрії з 20 лютого по березень 1938 був гауляйтером Каринтії.
З березня 1938 по червень 1943 року — при штабі 30-го абшніту СС в Касселі. З 10 квітня 1938 року — депутат Рейхстагу. З 24 травня 1938 по 27 листопада 1941 року —заступник гауляйтера Каринтії. Після несподіваної смерті гауляйтера Каринтії Губерта Клауснера від серцевого нападу 12 лютого 1939 року Кучері було доручено управління гау за відсутності гауляйтера (1939—1941). З 22 вересня 1939 року — уповноважений імперського комісара оборони 18-го військового округу. З 1940 по 1941 року — діловод гау Каринтія. З 10 березня по 11 листопада 1940 року служив у 6-й гірськострілецькоій дивізії в чині обер-єгеря, учасник Французької кампанії. 14 квітня 1941 року призначений начальником цивільної адміністрації Крайни, яка раніше входила до складу Югославії.
З 30 січня 1942 року — представник Головного штабного управління комісара по зміцненню німецької нації в штабі вищого керівника СС і поліції в Центральній Росії, один з найближчих співробітників Еріха фон дем Баха. З 20 вересня 1942 командував каральними загонами, що діяли в СРСР проти партизан. Зокрема 10 січня 1943 року видав наказ про захоплення худоби, врожаю і робочої сили в ході операції «Франц». З 20 квітня 1943 по 20 вересня 1943 року — керівник СС і поліції в Могильові, тиловому районі групи армій «Центр». З 25 вересня 1943 року — керівник СС і поліції дистрикту «Варшава». Один з організаторів нацистського терору на окупованих територіях СРСР і Польщі.
У грудні 1943 року командування варшавського підпілля винесло Кучері смертний вирок, за організацію «публічних страт». Виконання вироку було доручено загону Армії Крайової «Пегас-Агат». У замаху на Кучера брало участь 12 чоловік. Акція була призначена на 29 січня, але в той день Кучера з дому не вийшов.
Операцію перенесли на ранок 1 лютого 1944 року. Після того, як Кучера виїхав зі своєї резиденції замах було вдало проведено і між 8:50 і 9:10 ранку він був убитий.

## Спадок
2 лютого німці наклали на місто 100 мільйонів злотих контрибуції, а ввечері того ж дня публічно розстріляли в Уяздовських алеях 300 заручників з в'язниці Пав'як. У жовтні 1944 року 90-й штандарт СС в Клагенфурті отримав почесне найменування «Франц Кучера».
З 12 членів групи, що брала участь у вбивстві Кучера, лише шестеро дожили до кінця війни. Двоє були застрелені в той же вечір при спробі уникнути затримання німецьким патрулем. Двоє померли через кілька днів від поранень, яких зазнали під час замаху в перестрілці з охороною бригадефюрера. Один загинув у липні 1944 року при спробі замаху на іншого нацистського діяча Вільгельма Коппе, ще один був убитий у бою при придушенні Варшавського повстання. Остання учасниця замаху Ельжбета Дибовська померла 4 квітня 2016 року у віці 86 років.

## Звання
- Анвертер СС (1 листопада 1931)
- Манн СС (12 лютого 1932)
- Шарфюрер СС (15 лютого 1932)
- Труппфюрер СС (20 березня 1933)
- Унтерштурмфюрер СС (9 листопада 1935)
- Оберштурмфюрер СС (9 листопада 1936)
- Штурмбаннфюрер СС (14 вересня 1937)
- Оберштурмбаннфюрер СС (16 березня 1938)
- Штандартенфюрер СС (25 липня 1938)
- Оберфюрер СС (30 січня 1939)
- Бригадефюрер СС (9 вересня 1940)
- Генерал-майор поліції (9 листопада 1942)

## Нагороди
- Цивільний знак СС (№ 14 701)
- Почесний кут старих бійців
- Йольський свічник (16 грудня 1935)
- Кільце «Мертва голова»
- Почесна шпага рейхсфюрера СС
- Медаль «У пам'ять 13 березня 1938 року»
- Золотий партійний знак НСДАП (30 січня 1939)
- Медаль «За вислугу років у НСДАП» в бронзі (10 років)
- Медаль «За вислугу років у СС» 4-го, 3-го і 2-го ступеня (12 років)
- Хрест Воєнних заслуг 2-го і 1-го класу
- Медаль «За зимову кампанію на Сході 1941/42»
- Залізний хрест 2-го і 1-го класу (14 лютого 1943) — отримав 2 нагороди одночасно.